# Le Droit
Le Droit est un journal d'expression francophone à grande diffusion publié quotidiennement dans la région d'Ottawa-Gatineau qui diffuse dans l'Est de l'Ontario et dans l'Outaouais. Il est actuellement édité par la Coopérative Le Droit, membre du groupe de presse Coopérative nationale de l'information indépendante depuis 2020. En 2023, il a cessé sa publication papier et est maintenant uniquement numérique, sauf pour son magazine Le Droit Affaires, publié six fois par année.

## Historique
Le journal a été fondé le 27 mars 1913, dans le sillage de l'adoption du Règlement 17, interdisant l'usage du français comme langue d'enseignement en Ontario. Son cofondateur est l'abbé Charles Charlebois qui faisait partie de la congrégation religieuse des Pères Oblats de Marie-Immaculée. 
Il se porte acquéreur de la station CKCH 97 AM en 1942. Ses journalistes sont membres de la CSN à partir de 1960.
Au début des années 1980, Le Droit est vendu au groupe Unimédia, dirigé par Jacques Francoeur. Depuis 1987, il publie sous le titre LeDroit, sans espace entre le « e » et le « D ». Le journal fut acheté par le groupe Hollinger dirigé par Conrad Black en mai de la même année. En février 1988 une grève des membres du syndicat des Ateliers du journal LeDroit (typographes, pressiers et distributeurs) et des membres des employés de bureaux du journal LeDroit éclata. Celle-ci dura 11 semaines. Depuis le 5 octobre 1987, Le Droit est habituellement publié en un seul cahier (tabloïd), à la manière du Journal de Montréal ou du Ottawa Sun, alors que La Presse, le Ottawa Citizen et Le Devoir sont publiés en plusieurs cahiers.
En novembre 2000, Power Corporation achète Le Soleil, Le Quotidien et Le Droit d’Ottawa-Gatineau. Le quotidien est détenu jusqu'au 14 mars 2015, par Gesca, une filiale de cette société de gestion, qui le vend, ainsi que ses cinq autres journaux régionaux (Le Soleil, Le Quotidien de Chicoutimi , Le Nouvelliste, La Tribune et La Voix de l'est), au Groupe Capitales Médias, propriété de Martin Cauchon, l'ex-politicien du Parti libéral du Canada.
Entre les années 1920 et 1955, ses bureaux étaient situés rue York, dans l'édifice occupé à partir des années 1980 par le magasin à rayons Tigre Géant (en). Entre 1955 et 1990, les bureaux du journal déménagent au 450, rue Rideau. Depuis le 1er janvier 1990, ensuite la salle de rédaction et les bureaux principaux du Droit ont déménagé au 47, rue Clarence, dans le marché By, toujours au centre-ville d'Ottawa. Le journal est aujourd'hui au 745 boulevard Saint-Joseph, à Gatineau.
Au cours des années 2010, le journal entreprend un virage numérique, qui se voit accéléré lors de la pandémie de Covid-19. Ainsi, en 2020, la version imprimée du Droit devient hebdomadaire. Cet abandon progressif du papier se conclut avec la parution de la dernière édition imprimée du journal le 30 décembre 2023.

## Direction

### Directeurs
- Jacques Pronovost (2007-2015)
- Claude Gagnon (2002-2007)
- Pierre Bergeron (1993-2002)
- Gilbert Lacasse (1986-1993)
- Jean-Robert Bélanger (1972-1986)
- Aurèle Gratton (1946-1972)
- Edmond Cloutier (1932-1946)
- Edmond Lemieux (1931-1932)
- Esdras Terrien (1921-1931)
- Onésime Guibord (1913-1921)

Pierre-Paul Noreau est le dernier à avoir occupé le poste de président-éditeur (2015-2019). 

### Rédacteurs-en-chef
Les rédacteurs-en-chef: Marie-Claude Lortie (2021-), Patrice Gaudreault (2016-2021), Jean Gagnon (2011-2016), André Larocque (2006-2010), Michel Gauthier (2001-2006), François Roy (-2001), Claude Beauregard (1994), Gilbert Lavoie (1991-1994), André Préfontaine (1989-1991), Jean-Guy Bruneau (1977?-1989), Marcel Gingras (1964-1973), Willie Chevalier (1963-1967), Camille L'Heureux (1945?-?), etc. 
À la suite de la reprise du Groupe Capitales Média par la Coopération Nationale de l'information indépendante CN2i en 2019, Éric Brousseau est nommé directeur général de la Coop qu'est Le Droit, suivi de Sylvie Charette en août 2022 jusqu'en décembre 2023. Ce poste est temporairement vacant.
Éditorialistes-en-chef: Pierre Jury (2003-2020), Murray Maltais (1988-2003), Pierre Tremblay (?-1987), etc. 
Caricaturiste: Guy Badeaux (Bado, 1981-), Daniel McKale (-1981).

## Ligne éditoriale

### Soutien lors des élections

#### Soutien lors des élections fédérales
| 1979 |  | Nouveau parti démocratique |
| 1984 |  | Progressiste-conservateur  |
| 1988 |  | Progressiste-conservateur  |
| 1993 |  | Libéral                    |
| 1997 |  | Libéral,                   |
| 2000 |  | Libéral (min.)             |
| 2004 |  | Aucun,                     |
| 2006 |  | Parti conservateur (min.)  |
| 2008 |  | Aucun,                     |
| 2011 |  | Aucun                      |

## Employés et collaborateurs connus du journalLe Droit
- Adélard Lambert, qui a d'abord publié son roman-feuilleton L'Innocente victime dans Le Droit[17];
- Fulgence Charpentier, censeur, journaliste puis ambassadeur du Canada;
- Georgette Lamoureux, écrivaine et historienne franco-ontarienne;
- Jules Léger, devenu Gouverneur général du Canada;
- Marcel Pépin (La Presse);
- Michel Gratton, attaché de presse du premier ministre du Canada Brian Mulroney;
- Marie-Paule Villeneuve, journaliste, puis auteur de L'Enfant cigarettier;
- Richard Glenn;
- Guy Badeaux, connu sous le nom de "Bado", caricaturiste (depuis 1981).
- Patrick Lagacé, animateur et journaliste, y a commencé sa carrière
- Marie-Claude Lortie, longtemps chroniqueuse à La Presse, autrice, animatrice

## Identité visuelle
À l'automne 2007, Le Droit a lancé une nouvelle mise en page, accompagnée d'un nouveau slogan promotionnel (Pour comprendre le monde) et d'un nouveau logo. La dernière modification du logo du journal datait de 1988.

### Slogans promotionnels
- Pour comprendre le monde (depuis 2007)
- Votre monde, votre quotidien (?-2007)
- L'info-matin qui se prend bien (199?-199?)

### Logotypes successifs

Logo du Droit de 1988 à l'automne 2007.
Logo du Droit de l'automne 2007 à 2015.
Logo du Droit depuis 2015.

## Évolution du tirage
- 15 000 en 1941
- 23 000 en 1947
- 30 000 à la fin des années 1950
- 40 000 à la fin des années 1960
- 50 000 en 1977
- 45 000 en 1983
- 35 000 en 2004
- 36 000 en 2008
- 30 000 en 2013